# Дамбартон
Дамба́ртон (англ. Dumbarton, шотл. Dumbairton, шотл. гел. Dùn Breatainn, Dùn Breatann, значення «форт бритів» вимовляється [t̪umˈpɾʲɛʰt̪ɪɲ]) — місто на півдні Шотландії, адміністративний центр області Західний Данбартоншир.
Населення міста становить 19 990 осіб (2006).

## Відомі люди
- Аннет Фергюсон — шотландський астроном.